# Усть-Муравлянка
Усть-Муравлянка — село в Репьёвском районе Воронежской области Российской Федерации.
Административный центр Скорицкого сельского поселения.

## История
Село основано переселенцами из города Чернавска на Быстрой Сосне в конце XVII века. Поселенцы были мелкими служилыми людьми, перешедшими позднее в разряд однодворцев, а затем — государственных крестьян.
Название села происходит от наименования речки Муравлянка, впадающей в Потудань. Название же реки происходит либо от слова «мурава» — трава, либо от слова «буровлянка» — так назывались небольшие ручьи, как бы «буравившие» толщу земли. Было у села и другое название — Гудаевка, по наименованию лога «Гудаев лог», в нижней части которого располагается село.
По первой ревизии 1719 года в Усть-Муравлянке был 21 двор. По «ревизской сказке» 1795 года в Усть-Муравлянке жил 341 человек, перечисляются фамилии: Семенов, Дутов, Прокудин, Полухин, Голев и другие. Динамику развития села можно проследить по имеющимся данным[каким?] численности дворов: 1719 год — 21 двор, 1746 год — 19 дворов, 1900 год — 134 двора, 1906 год — 162 двора и 1274 жителя. К 1906 году в селе были церковь, церковно-приходская школа, три общественных здания, две мелочных и одна винная лавки, небольшой кирпичный заводик. В 1913 году была открыта земская школа.

## География

### Улицы
| - ул. Механическая - пер. Механический - ул. Первомайская - ул. Советская - ул. Сосновая - ул. Школьная | - пер. Чапаева - ул. Набережная |

## Население
| 2010 |
| ---- |
| 541  |

## Инфраструктура
В селе имеются церковь, школа, клуб, библиотека, медпункт, стадион, несколько магазинов, кафе. Село асфальтировано и газифицировано.